# Aravind Adiga
  Aravind Adiga  (kannada: ಅರವಿಂದ ಅಡಿಗ)  (Chennai, 23 d'octubre de 1974) és un periodista i escriptor indi-australià. La seva primera novel·la, The White Tiger (El Tigre Blanc), va guanyar en 2008 el Premi Booker.

## Biografia

### Educació i vida primerenca
Aravind Adiga va néixer a Madràs (ara Chennai) en 1974; els seus pares K. Madhava i Usha Adiga procedeixen de Mangalore, Karnataka. Es va formar a Mangalore i va estudiar en la Canara High School, i després en St. Aloysius High School, on va completar el seu SSLC (Secondary School Leaving Certificate) on va ser el primer en la seva categoria en el seu estat. Després d'emigrar amb la seva família a Sydney, Austràlia, va estudiar en la James Ruse Agricultural High School.
Anys després va ser a estudiar Literatura Anglesa a la Universitat de Colúmbia de Nova York per la qual es va graduar en 1997.
La carrera d'Adiga com a periodista va començar com a reporter financer en el Financial Times, Money i en el Wall Street Journal. La seva àrea de cobertura va ser la Borsa de Valors i Inversió.
Va escriure una nota en el llibre de Peter Carey, el guanyador del premi Booker en 1998, Oscar i Lucinda, els quals van aparèixer en una revista literària en línia anomenada The Second Circle. També va treballar per TIME on es va exercir com a corresponsal del Sud-est Asiàtic durant uns tres anys abans que es llancés com a treballador independent. Va ser l'època en la qual va escriure The White Tiger. Actualment Adiga viu a Mumbai.

### Altres obres
El segon llibre d'Adiga, Between the Assassinations, es va publicar a Índia el novembre de 2008, i en els EUA i el Regne Unit a mitjans de 2009. El seu tercer llibre, Last Man in Tower, fou publicat en el Regne Unit en 2011. La seva següent novel·la, Selection Day, va veure la llum el 8 de setembre de 2016. Amnesty, publicada en 2020, parla de les condicions dels inmigrants. Va ser preseleccionat per als Miles Franklin Awards de 2021.